# إرفين سوتو
إرفين سوتو (بالتاغالوغية: Ervin Sotto)‏ مواليد 30 يوليو 1981 في لاس بيناس، الفلبين، هو لاعب كرة سلة فلبيني. بدأ مسيرته الاحترافية في سنة 2004. يحمل الرقم 21. يبلغ طوله 6 قدم 7 بوصة (2.0 م). مثّل منتخب بلاده.

## المسيرة الاحترافية
لعب مع ستار هوتشوتز في موسم 2004–2005، ثم لعب مع بارانجي جينبرا سان ميغيل في موسم 2005–2006، ثم لعب مع باراكو بول إنرجي من سنة 2006 إلى 2008، ثم لعب مع ألاسكا أيسز من سنة 2008 إلى 2012، ثم لعب مع سان ميغيل بيرمن في سنة 2012.